# Coccyzus lansbergi
Cuco-de-barrete-cinzento ou papa-lagarta-de-cabeça-cinzenta (Coccyzus lansbergi) é uma espécie de ave da família Cuculidae (por vezes classificada como Coccyzidae).
Pode ser encontrada nos seguintes países: Aruba, Colômbia, Equador, Antilhas Holandesas, Panamá, Peru e Venezuela.
Os seus habitats naturais são: florestas secas tropicais ou subtropicais e florestas subtropicais ou tropicais húmidas de baixa altitude.